# Yang Dingxin
Yang Dingxin ((杨鼎新 ; pinyin : Yáng Dǐngxīn) est un joueur de go professionnel chinois né le 19 octobre 1998.

## Carrière
Yang Dingxin devient professionnel en 2008 à l'age de 9 ans et 9 mois, devenant le plus jeune professionnel de l'histoire. Il bat un nouveau record en 2012 en devenant le plus jeune vainqueur d'un tournoi professionnel chinois lorsqu'il remporte la coupe Ricoh.